# Aeronaut (Fluggesellschaft)
Die Aktiengesellschaft Aeronaut war die erste Fluggesellschaft der Republik Estland. Sie existierte von 1921 bis 1928.

## Geschichte

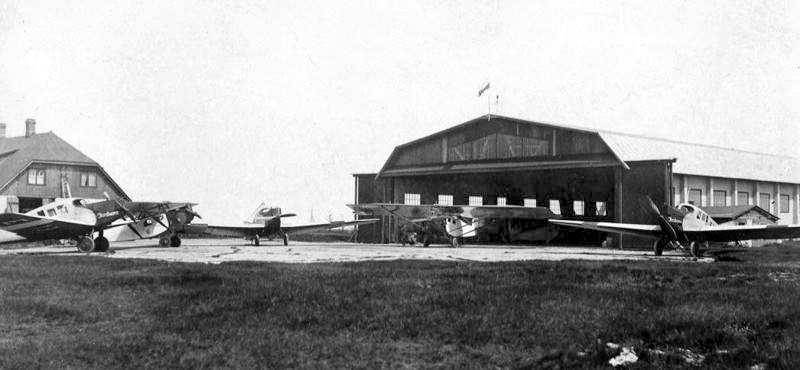
Der 1922 gebaute Stahlbeton-Hangar von Aeronaut auf dem Flugplatz Tallinn-Lasnamäe, ca. 1925. Im Bild die Maschinen der Marke Sablatnig P III und Junkers F 13

Der estnische Unternehmer Robert Artur Holst (1885–1943) und der Flugpionier Jakob Tillo (1887–1926) gründeten am 22. März 1921 die Fluggesellschaft Aeronaut. Das Grundkapital der Aktiengesellschaft betrug 10.000 Estnische Mark. Beteiligt waren auch die Fluggesellschaften Sablatnig und Dansk Luftexpress.
Der Eröffnungsflug von Aeronaut fand am 29. Juli 1921 mit einer gemieteten Sablatnig P III statt. Der Postflug ging von Tallinn in die finnische Hauptstadt Helsinki.
Ende Juli 1922 kaufte Aeronaut von der deutschen Sablatnig Flugzeugbau GmbH für eine Million Mark zwei LVG C.V und eine Sablating P III. Im August und September desselben Jahres wurde von der Tallinner Firma Dvigatel in Lizenz hergestellte Maschinen der Marke Sablatnig P III fertig. Am 31. August 1922 nahm Aeronaut die reguläre Fluglinie Tallinn-Riga in Betrieb.
Am 9. Februar 1923 nahm Aeronaut den regulären Postflugbetrieb zwischen Tallinn und Helsinki auf. Im April 1923 kaufte Aeronaut aus Deutschland zwei Junkers F 13-Flugzeuge für die Verbindung nach Finnland. Damit hatte Aeronaut seinen Flugzeugpark auf insgesamt elf Maschinen vergrößert.
Im Mai 1924 nahm Aeronaut eine regelmäßige Flugverbindung von Tallinn über Riga und Memel nach Königsberg auf. Der Flug ging täglich und brauchte mit Zwischenlandungen sieben Stunden und 15 Minuten.
Am 24. Januar 1926 stürzte eine Maschine von Aeronaut auf dem Flug von Tallinn nach Helsinki ab. Der Firmengründer Jakob Tillo war mit an Bord, wurde schwer verletzt und starb eine Woche später. Der estnische Pilot der Junkers F 13, Harald Stunde, und die vier übrigen Passagiere überlebten.
Aeronaut kam anschließend in finanzielle Schwierigkeiten. Am 11. April 1927 stellte die Firma ihre Flugtätigkeit ein. Fünf Tage später wurde das gesamte Personal entlassen. Im April 1928 wurde die Firma liquidiert.
Erst 1939 erhielt die Republik Estland mit der Fluggesellschaft Ago wieder eine eigene Fluglinie.